# 3868-as busz
A 3868-as jelzésű autóbuszvonal egy Olaszliszka-Tolcsva vasútállomás és Tolcsva/Encs között közlekedő helyközi járat, amelyet a Volánbusz Zrt. üzemeltet Erdőbénye, Baskó és Abaújszántó érintésével.

## Útvonala
Az Olaszliszka-Tolcsva vasútállomásról indul, amely Vámosújfaluban található. Délnyugati irányban indul el Olaszliszka felé a 3801-es mellékúton. Szegilongon vasúti kapcsolatot biztosít az ott megtalálható Erdőbénye megállóhelyen Szerencs-Miskolc-Budapest és Sátoraljaújhely irányába. A 37-es főút keresztezése után az állomás névadó településére, Erdőbényére ér, a legtöbb indításnak induló vagy érkező végállomása. Ellentétes irányban az innen 8 kilométerre található Tolcsváról egyetlen járat közlekedik erre, a járatok nyomvonalához képest teljesen másik irányból. Keresztülhaladva az Erdőbényei fás legelő Természetvédelmi Területen a simai elágazáshoz érkezik, ahol a község és Baskó következik, utóbbi majd minden esetben a végső pont ahová a buszok közlekednek. A járatok kis töredéke visszatér az elágazáshoz és Aranyospuszta felé hajt, majd onnan Abaújszántóra. Az egy szál encsi a 39-es főúton teljesíti maradék 12 kilométerét, melyen Abaújkér és Gibárt települések találhatóak. 
Ellentétes irányban Encsről nem közlekedik, csak Abaújszántótól, változatlan útvonalon.

## Közlekedése
Indításszáma átlagos, az egész hét folyamán közlekedik körülbelül ugyanannyi alkalommal, mindössze indulási/érkezési pontjában tér el.
| Útvonala                                              | Indításszáma | Közlekedése               |
| ----------------------------------------------------- | ------------ | ------------------------- |
| Abaújszántó, piactér ➝ Erdőbénye, vmh.                | 1 oda        | munkanapokon              |
| Baskó, aut. ford. – Erdőbénye, vmh.                   | 3 pár        | munkanapokon              |
| Baskó, aut. ford. – Erdőbénye, vmh.                   | 2 pár        | hétvégén                  |
| Baskó, aut. ford. – Olaszliszka-Tolcsva vá.           | 1 pár        | munkanapokon              |
| Baskó, aut. ford. – Olaszliszka-Tolcsva vá.           | 4 pár        | szombaton                 |
| Baskó, aut. ford. – Olaszliszka-Tolcsva vá.           | 3 pár        | munkaszüneti napokon      |
| Tolcsva, aut. ford. ➝ Olaszliszka-Tolcsva vá.         | 1 oda        | munkanapokon              |
| Erdőbénye, Mátyás király u. – Erdőbénye, vmh.         | 1 pár        | naponta                   |
| Erdőbénye, Mátyás király u. – Olaszliszka-Tolcsva vá. | 2 pár        | munkanapokon              |
| Erdőbénye, Mátyás király u. – Olaszliszka-Tolcsva vá. | 1 pár        | munkaszüneti napokon      |
| Erdőbénye, vmh. ➝ Abaújszántó, piactér                | 1 oda        | kedden; csütörtökön       |
| Erdőbénye, vmh. ➝ Encs, aut. áll.                     | 1 oda        | hétfőn; szerdán; pénteken |

## Megállóhelyei
| 0                                 | Olaszliszka-Tolcsva vasútállomás végállomás        | 0.0 km          | 1449 3881, 3884, 3885, 3890, 3891 Olaszliszka-Tolcsva [80.]                                                                       |
| 1                                 | Vámosújfalu, Kossuth utca 93.                      | 0.7 km          | 1449 3881, 3885, 3890 |
| 2                                 | Olaszliszka, felső                                 | 1.3 km          | 1449 3881, 3885, 3890 |
| 3                                 | Olaszliszka, községháza                            | 1.9 km          | 1449 3881, 3885, 3890 |
| 4                                 | Olaszliszka, vegyesbolt                            | 2.7 km          | 1449 3881, 3885, 3890 |
| 5                                 | Olaszliszka, Kossuth utca 117.                     | 3.0 km          | 1449 3881, 3885, 3890 |
| Az állomásra kitérők nem érintik. |                                                    |                 | |
| ∫                                 | Erdőbénye, vasúti megállóhely bejárati út          | ∫               | 3874, 3885 |
| Naponta 4 indítás nem érinti.     |                                                    |                 | |
| 6                                 | Erdőbénye, vasúti megállóhely vonalközi végállomás | 5.8 km          | 3874, 3885 Erdőbénye [80.] |
| ∫                                 | Erdőbénye, vasúti megállóhely bejárati út          | ∫               | 3874, 3885 |
| 7                                 | Szárhegyi szőlők                                   | 9.0 km          | 3874 |
| 8                                 | Üdülő elágazás                                     | 10.6 km         | 3874 |
| 9                                 | Erdőbénye, Bethlen Gábor utca 2.                   | 11.9 km         | 3874 |
| 10                                | Erdőbénye, Bethlen Gábor utca 76.                  | 12.5 km         | 3874 |
| 11                                | Erdőbénye, Mátyás király utca vonalközi végállomás | 13.2 km         | 3729, 3874 |
| Csak a tolcsvai érinti.           |                                                    |                 | |
| ∫                                 | Olaszliszkai elágazás                              | ∫               | 3729 |
| ∫                                 | Tolcsva, községháza                                | ∫               | 3729, 3884, 3891 |
| ∫                                 | Tolcsva, vegyesbolt                                | ∫               | 3729, 3884, 3891 |
| ∫                                 | Tolcsva, autóbusz-forduló vonalközi végállomás     | ∫               | 3729, 3884, 3891 |
| 12                                | Erdőbénye, ligettető                               | 17.6 km         | 3729 |
| 13                                | Simai elágazás                                     | 20.1 km         | 3729 |
| 14                                | Sima, vegyesbolt                                   | 21.3 km         | – |
| 15                                | Baskó, Kertalja utca 2.                            | 26.1 km         | – |
| 16                                | Baskó, községháza                                  | 26.7 km         | – |
| 17                                | Baskó, autóbusz-forduló vonalközi végállomás       | 27.3 km         | – |
| 18                                | Baskó, községháza                                  | 28.0 km         | – |
| 19                                | Baskó, Kertalja utca 2.                            | 28.6 km         | – |
| 20                                | Sima, vegyesbolt                                   | 33.4 km         | – |
| 21                                | Simai elágazás                                     | 34.6 km         | 3729 |
| 22                                | Aranyosfürdő                                       | 35.1 km         | 3729 |
| 23                                | Aranyosi elágazás                                  | 40.3 km         | 3723, 3729, 3806, 3809, 3810, 3824                                                                                                |
| 24                                | Abaújszántó, állami gazdaság üzemegység            | 42.3 km         | 3723, 3729, 3806, 3809, 3810, 3824                                                                                                |
| 25                                | Abaújszántó, piactér vonalközi végállomás          | 43.5 km         | 3723, 3729, 3806, 3808, 3809, 3810, 3824, 3851                                                                                    |
| 26 27                             | Abaújszántó, művelődési ház                        | 44.1 km 45.5 km | 3723, 3729, 3806, 3808, 3810, 3851                                                                                                |
| 28                                | Abaújszántó, piactér vonalközi végállomás          | 46.1 km         | 3723, 3729, 3806, 3808, 3809, 3810, 3824, 3851                                                                                    |
| 29                                | Abaújszántó, mezőgazdasági szakközépiskola         | 47.4 km         | 3723, 3806, 3808, 3809, 3810, 3824 Abaújszántó [98.]                                                                              |
| 30                                | Abaújkér, Kassai utca 18.                          | 49.2 km         | 3723, 3806, 3808, 3809, 3810, 3824                                                                                                |
| 31                                | Abaújkér, vasúti megállóhely                       | 50.2 km         | 3723, 3804, 3806, 3808, 3809, 3810, 3824 Abaújkér [98.]                                                                           |
| 32                                | Gibárt, Dózsa György utca 10.                      | 53.4 km         | 3723, 3804, 3806, 3808, 3809, 3810, 3824                                                                                          |
| 33                                | Gibárt, Kossuth utca 17.                           | 54.1 km         | 3723, 3804, 3806, 3808, 3809, 3810, 3824                                                                                          |
| 34                                | Encs, Rákóczi utca                                 | 57.0 km         | 3723, 3804, 3806, 3808, 3809, 3810, 3824                                                                                          |
| 35                                | Encs, iskola                                       | 57.4 km         | 3720, 3722, 3723, 3728, 3802, 3803, 3804, 3806, 3808, 3809, 3810, 3811, 3812, 3815, 3816, 3819, 3821, 3824                        |
| 36                                | Encs, autóbusz-állomás végállomás                  | 57.8 km         | 3720, 3722, 3723, 3728, 3801, 3802, 3803, 3804, 3806, 3808, 3809, 3810, 3811, 3812, 3815, 3816, 3819, 3821, 3824 Forró-Encs [90.] |